# Antonio Martín Rivas
Antonio Martín Rivas (n.?) fue el alcalde de Trujillo (Cáceres) durante la Guerra de la Independencia Española. Una de las primeras autoridades que respondieron al llamamiento de los alcaldes de Móstoles en mayo de 1808, quien preparó alistamientos de voluntarios, con víveres y armas, más la movilización de tropas, para acudir al auxilio de la Corte.
- Datos: Q5698963